# Pseuderanthemum macgregorii
Pseuderanthemum macgregorii är en akantusväxtart som beskrevs av Gustav Lindau. Pseuderanthemum macgregorii ingår i släktet Pseuderanthemum och familjen akantusväxter. Inga underarter finns listade i Catalogue of Life.